# Johann Svreck
 (juillet 2018).
Johann Svreck, né le 19 décembre 1949 à Pavant dans l'Aisne, est un footballeur français qui évoluait au poste de défenseur.

## Biographie
Johann Svreck commence sa carrière en Division 2 au RC Franc-Comtois, où il dispute une vingtaine de matches de championnat. 
International amateur, il part en 1973 au SC Amiens rejoindre André Grillon, son sélectionneur en équipe de France amateur et entraîneur du club picard. Il y reste durant sept années, et est élu à la fin de la saison 1975-1976 meilleur latéral droit de Division 2 par le magazine France Football.

## Statistiques
| Saison                | Club                  | Championnat           | Championnat | Championnat | Coupe(s) nationale(s) | Coupe(s) nationale(s) | Total | Total |
| Saison                | Club                  | Division              | M.          | B.          | M.                    | B.                    | M.    | B.    |
| 1971-1972             | RC Franc-Comtois      | 2                     | 16          | 0           |                       |                       | 16    | 0     |
| 1972-1973             | RC Franc-Comtois      | 2                     | 2           | 0           |                       |                       | 2     | 0     |
| 1973-1974             | SC Amiens             | 3                     |             |             | 1                     | 0                     | 1     | 0     |
| 1974-1975             | SC Amiens             | 2                     | 9           | 0           |                       |                       | 9     | 0     |
| 1975-1976             | SC Amiens             | 2                     | 33          | 1           | 1                     | 0                     | 34    | 1     |
| 1976-1977             | SC Amiens             | 2                     | 24          | 0           |                       |                       | 24    | 0     |
| 1977-1978             | SC Amiens             | 3                     |             |             |                       |                       | 0     | 0     |
| 1978-1979             | SC Amiens             | 2                     | 25          | 0           | 3                     | 0                     | 28    | 0     |
| 1979-1980             | SC Amiens             | 3                     |             |             |                       |                       | 0     | 0     |
| Total sur la carrière | Total sur la carrière | Total sur la carrière | 109         | 1           | 4                     | 0                     | 113   | 1     |